# آدولف اسلابی

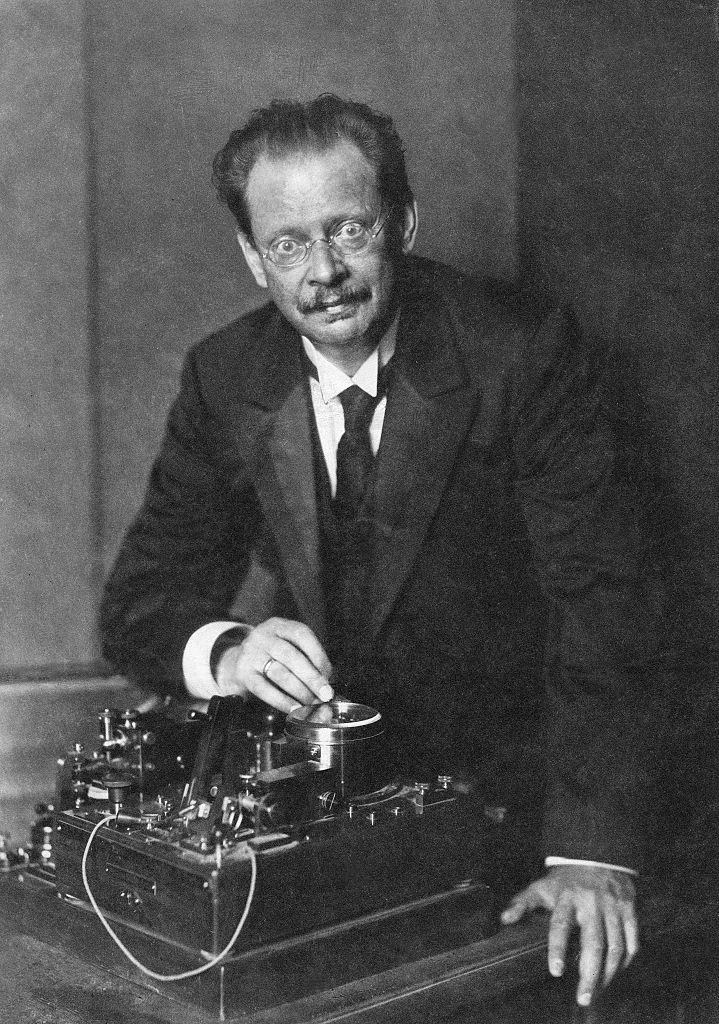

آدولف کارل هاینریش اسلابی (۱۸ آوریل ۱۸۴۹–۶ آوریل ۱۹۱۳)، پیشگام آلمانی در زمینه الکترونیک و اولین استاد الکتروتکنولوژی در دانشگاه فنی برلین (۱۸۸۶) بود.

## تحصیلات
اسلابی در برلین به دنیا آمد .‌‌ پدر او صحاف بود . اسلابی در آکادمی تجارت برلین، سلف آکادمی فنی برلین-شارلوتنبورگ برای مطالعه مهندسی مکانیک و ریاضیات زیر نظر فرانتس رولو تحصیل کرد. او به عنوان یک هم خانه با سازنده ماشین لوئیس شوارتزکف مشغول به کار شد که منجر به علاقه‌مندی به مهندسی مکانیک شد. اسلابی تحصیلات خود را در دانشگاه ینا ادامه داد و دکترای خود را در ریاضیات دریافت کرد .

## تحقیقات اولیه
اسلابی ریاضیات و مکانیک را در یک مدرسه حرفه ای در پوتسدام تدریس می کرد و در آنجا آزمایش هایی را روی موتورهای بخار و موتورهای بنزینی انجام داد. او کتاب Theorie der Gasmaschinen (نظریه موتورهای گازی) خود را نوشت که نقش مهمی در توسعه موتورهای احتراق داخلی داشت. اسلابی همچنین نزد هاینریش هرتز تحصیل کرد.